# Чемпионат Литвы по шашечной композиции 2012
XXV чемпионат Литвы по шашечной композиции (лит. ) состоялся в 2012 году.
Организатор — Союз любителей шашечной композиции Литвы при Федерации шашек Литвы.
Лучшим на юбилейном чемпионате стал Валдас Беляускас (Испания) — три золота и серебро. Виктор Студенцов (Вильнюс) завоевал три медали: серебро и две бронзы.

## О турнире
Соревнования проводились по международным шашкам в 4 разделах: проблемы, миниатюры, этюды, дамочные проблемы.
Главный судья — Стасис Жилявичюс, координатор — Гинтаутас Антанайтис.
Судейская бригада — Литва и Беларусь.

## Спортивные результаты
В скобках указываются оценки за произведения по 10-балльной шкале. Зачет каждого участника в каждом разделе — сумма очков за четыре лучшие работы из шести возможных. Если все произведения участника набрали 0 очков, то его конечный результат оказывается вне зачета.
Миниатюры- 100. Судья — Ляховский А. С.
 Валдас Беляускас — 280,0 (75,0-75,0-55,0-65,0-65,0-55,0).  Альгимантас Качюшка — 232,5 (60,0-60,0-55,0-57,5-52,2-50,0).  Виктор Студенцов — 215,0 (70,0-15,0-25,0-65,0-55,0-). 4. Вирмантас Масюлис — 210,0 (45,0-45,0-50,0-55,0-60,0-45,0). 5. Гинтаутас Антанайтис — 180,0 (40,0-25,0-35,0-45,0-50,0-45,0). 6. Йонас Шёжинис — 185,0 (50,0-45,0-0-45,0-35,0-45,0). 7.Стяпонас Пятраускас — 80,0 (0-10,0-55,0-15,0).
Проблемы-100. Судья — Стасис Жилявичюс.
 Валдас Беляускас — 310,0 (75,0-70,0-85,0-75,0-75,0).  Виктор Студенцов — 290,0 (80,0-55,0-0-80,0-75,0-0).  Вирмантас Масюлис — 235,0 (60,0-50,0-40,0-40,0-55,0-70,0). 4. Альгимантас Качюшка — 235,0 (60,0-65,0-55,0-55,0-40,0-55,0). 5. Йонас Шёжинис — 150,0 (30,0-55,0-0-0-0-65,0). 6. Римас Мацкявичюс — 75,0 (0-0-0-0-40,0-35,0). 7. Беньямин Моркус — 70,0 (0-0-0-0-0-70,0). 8. Гинтаутас Антанайтис — 40,0 (40,0-0).
Дамочные проблемы-100. Судья — Шульга В. И.
 Валдас Беляускас — 310,0 (80,0-78,0-72,0-77,0-75,0-65,0).  Гинтаутас Антанайтис — 85,0 (35,0-50,0).  Виктор Студенцов — 72,0 (0-57,0-15,0).
Этюды-100. Судья — Коготько А. И.
 Вирмантас Масюлис — 210,0 (65,0-55,0-40,0-30,0-47,5-42,5).  Валдас Беляускас — 175,0 (35,0-50,0-40,0-50,0-0).  Альгимантас Качюшка — 130,0 (35,0-20,0-25,0-30,0-25,0-40,0). 4. Йонас Шёжинис — 25,0 (0-10,0-0-0-10,0-5,0). 5. Гинтаутас Антанайтис — 22,5 (10,0-12,5).